# Мусхи
Мусхи (груз. მუსხი) — село в Грузии, на территории Ахалцихского муниципалитета края (мхаре) Самцхе-Джавахети.

## География
Село находится в южной части Грузии, на правом берегу реки Уравели (левый приток Куры), на расстоянии приблизительно 7 километров (по прямой) к юго-востоку от города Ахалцихе, административного центра муниципалитета. Абсолютная высота — 1167 метров над уровнем моря.

## Население
По результатам официальной переписи населения 2014 года, в Мусхи проживало 707 человек (357 мужчин и 350 женщин). В национальной структуре населения грузины составляли 99,3 %, армяне — 0,4 %, русские — 0,1 %.
| Год  | Население, человек |
| ---- | ------------------ |
| 2002 | 880                |
| 2014 | ↘ 707              |